# Полоз Петро Матвійович
Петро Матвійович Полоз (13 вересня 1902, село Диківка Олександрійського повіту Херсонської губернії, тепер Олександрійського району, Кіровоградської області — 7 вересня 1987, місто Бендери, тепер Молдова) — радянський діяч, голова Бєльцького і Бендерського повітових та міських виконкомів. Депутат Верховної ради СРСР 1—3-го скликань (у 1941—1954 роках).

## Біографія
Народився в бідній селянській родині. З 1915 до 1917 року наймитував у поміщиків. У 1917—1924 роках — пастух по найму в селі Диківка. У 1921—1924 роках — голова Диківського сільського комітету бідноти Херсонської губернії. У 1925 році — голова Диківської сільської ради.
З липня 1925 до 1927 року служив у Червоній армії: червоноармієць, курсант полкової школи 3-ї Кримської стрілецької дивізії в Сімферополі.
Член ВКП(б) з 1927 року.
З 1927 року перебував на відповідальній господарській та радянській роботі в селі Диківка.
У 1928—1929 роках — слухач Зінов'ївських окружних курсів пропагандистів. У 1930—1931 роках — суддя-стажер при окружному суді в місті Зінов'ївську.
З 1931 до 1933 року — слухач Тираспольської дворічної школи радянського та партійного будівництва.
У 1933—1937 роках — студент Молдавської вищої сільськогосподарської школи в місті Тирасполі.
До 1938 року — начальник політичного відділу Рашківської машинно-тракторної станції Кам'янського району Молдавської АРСР.
У 1938—1940 роках — завідувач сектора кадрів Молдавського обласного комітету КП(б)У.
У 1940—1941 роках — голова виконавчого комітету Бєльцької повітової ради депутатів трудящих Молдавської РСР.
У 1941 році — слухач Ташкентських курсів політичних комісарів РСЧА, курсант Академії бронетанкових військ. З березня 1942 року — начальник політичного відділу 110-ї танкової бригади 18-го танкового корпусу РСЧА Воронезького і Південно-Західного фронтів. У лютому 1943 року поранений, лікувався в місті Уфі. До лютого 1944 року — начальник політичного відділу і заступник начальника Московського вогнеметного військового училища.
У 1944 — 16 травня 1945 року — народний комісар державного контролю Молдавської РСР.
У травні 1945 — жовтні 1947 року — голова виконавчого комітету Бендерської повітової ради депутатів трудящих Молдавської РСР.
У жовтні 1947 — лютому 1952 року — голова виконавчого комітету Бендерської міської ради депутатів трудящих Молдавської РСР.
У лютому 1952 — червні 1953 року — голова виконавчого комітету Бєльцької окружної ради депутатів трудящих Молдавської РСР.
У червні 1953 — 1960 року — голова виконавчого комітету Бєльцької міської ради депутатів трудящих Молдавської РСР.
У 1960 році — керуючий Бєльцького міжбудівельного тресту Молдавської РСР.
З 1960 року — персональний пенсіонер. Помер 7 вересня 1987 року в місті Бендерах.

## Звання
- майор
- підполковник

## Нагороди
- орден Леніна (1949)
- орден Вітчизняної війни І ст. (6.04.1985)
- орден Червоної Зірки (25.03.1943)
- медаль «За оборону Сталінграда»
- медалі